# Castañeda (Kantabria)
Castañeda – gmina w Hiszpanii, w prowincji Kantabria, w Kantabrii, o powierzchni 19,19 km². W 2011 roku gmina liczyła 2525 mieszkańców.